# Syriens Billie Jean King Cup-lag
 Syriens Billie Jean King Cup-lag representerar Syrien i tennisturneringen Billie Jean King Cup, och kontrolleras av Syriens tennisförbund. 

## Historik
Syrien deltog första gången 1994.